# Autoroute A22 (France)
Pour les articles homonymes, voir A22.
L'autoroute A22 est la partie française de l'autoroute franco-belge qui relie Lille à Gand. Elle s'arrête à la frontière franco-belge, où commence l'autoroute belge A14.
Cette autoroute fait 11 kilomètres de long, et dessert Mouvaux, Tourcoing et Neuville-en-Ferrain. La A22 est appelée E17 au niveau européen. Elle est prolongée au sud par la N227, boulevard urbain desservant Villeneuve-d'Ascq, reprenant d'ailleurs les sorties 1 à 7, et se raccordant à l'A27 au nœud A23/A27/N227 à hauteur de Lesquin.
La partie entre l'A1 et l'A27 et la partie entre la route nationale 227 et l'A14 belge font partie du ressort de la Direction interdépartementale des Routes Nord.

## Histoire
Le tronçon entre l'autoroute A1 jusqu'à la route nationale 227 appartenant auparavant à l'autoroute A27 a été inauguré en 1970.
Le tronçon entre la frontière belge et la branche vers Tourcoing du Grand Boulevard à Marcq-en-Barœul est terminé en 1972. À cette époque l'autoroute s'appelle l'A1. Il s'agit du prolongement de la dite voie de Paris vers la frontière belge.

## Sorties
Section non-concédée gérée par la DIR Nord et gratuite.
- Échangeur entre A1 et A22 à 0 km : Paris, Reims, Faches-Thumesnil
  -  Limitation à 90 km/h.  2 × 2 voies
- Échangeur entre A1a et A22 à 1,5 km : Lille (TCA1), Calais, Dunkerque (A25) +  1 Ronchin : Ronchin, Lezennes (demi-échangeur, de et vers Lille)
  -  2x4 voies
- Échangeur entre A27, RN 227 et A22 (échangeur des Quatre-Cantons) à 2,2 km : Bruxelles, Gand, Tournai, Valenciennes (A23) 
  -   A22 devient RN 227
  -   2 × 2 voies et Limitation à 70 km/h
- 2/2a/2b Villeneuve d'Ascq - Cité Scientifique : Villeneuve-d'Ascq,  4 cantons, Grand Stade, Cysoing
- 3 Villeneuve d'Ascq - Hôtel de Ville : Villeneuve d'Ascq - Triolo, Résidence, Ascq,  Centre Commercial V2,  Triolo
- 4 Villeneuve d'Ascq - Pont-de-Bois : Villeneuve d'Ascq - Annapes, Stadium Lille Métropole (demi-échangeur, de et vers l'A1)
- 5 Villeneuve d'Ascq - Flers-Château : Villeneuve d'Ascq - Cousinerie, LAM Musée d'art Moderne (demi-échangeur, de et vers l'A1)
- 6 Villeneuve d'Ascq - Flers-Château : Villeneuve d'Ascq - Pont de Bois, Musée d'art Moderne, Stadium Lille Métropole (demi-échangeur, de et vers Belgique)
- 7 Villeneuve d'Ascq - Les Prés (échangeur de Babylone) : Villeneuve d'Ascq - Recueil, Les Près, Wattrelos, Roubaix - est, sud, Hem (trois-quart-échangeur)
  -  RN 227 devient A22 
  -   2 × 3 voies et Limitation à 90 km/h
- 8 Wattrelos à 1,7 km : Wattrelos, Hem, Roubaix - dud, est (demi-échangeur, de et vers Belgique)
- 9/9a/9b Mons-en-Barœul à 2,5 km : Mons-en-Barœul, Z. I. La Pilaterie,  Les Prés, Villeneuve-d'Ascq - Breucq, Sart-Babylone
  -  Limitation à 70 km/h.
- 10 La Madeleine à 4,4 km : Lille, La Madeleine, Marcq-en-Barœul
- 11 Tourcoing - sud (RM 656) à 5,6 km : Dunkerque (A25), Roubaix, Tourcoing - Blanc Sceau, Comines, Croix, Wasquehal (demi-échangeur, de et vers l'A1)
- 11 Lille (RN 356) : Lille, Paris (A1) (demi-échangeur ; de et vers Belgique)
- 12 Marcq-en-Barœul à 6,7 km : Marcq-en-Barœul, Mouvaux
  -  2 × 2 voies
- 13a/13b Croix (RM 652) à 6,9 km : Roubaix - centre, Wasquehal, Calais, Dunkerque (A25) (demi-échangeur, de et vers Belgique)
  -  Limitation à 90 km/h.
- Pas de sortie 14
  -  Limitation à 110 km/h.
- 15 Tourcoing - ouest à 11,2 km : Tourcoing - Le Brunpain, Les Francs (demi-échangeur, de et vers l'A1)
- 16 Roncq à 14,2 km : Roncq, Tourcoing - centre, Tourcoing - Pont Rompu, Centre-Commercial
- 17/17a/17b Tourcoing - nord à 14,8 km : Tourcoing - Pont de Neuville, Wattrelos, Neuville-en-Ferrain, Roncq, Halluin, Centre Routier
- 18 Neuville-en-Ferrain à 16,5 km : Tourcoing - La Bourgogne, Neuville-en-Ferrain
- Fin de l'autoroute A22

 France -  Belgique Frontière franco-belge
- Entrée sur le territoire belge :  A14 en direction de : Gand, Bruges, Courtrai

## Lieux sensibles
Autoroute urbaine, elle est très chargée surtout en heures de pointe entre les échangeurs avec la D656 (« Voie rapide ») et le nœud A23/A27/N227.

## Environnement
Lors de travaux effectués vers 1970, des déchets industriels pollués ont été intégrés dans le remblai de l'autoroute (« charrées de chrome », constitués de bichromates et contenant du chrome hexavalent. « Malgré les précautions prises » la présence de ces matériaux a conduit à polluer la nappe phréatique sous-jacente et les sols riverains.

Des sondages, prélèvements et essais de lixiviation, ainsi que la pose de piézomètres et la mise en œuvre de pompages ont été décidés et réalisés, qui ont débouché « sur un constat moins alarmant qu'on ne pouvait le craindre en raison des caractéristiques géologiques et hydrogéologiques "favorables" du site ».

Deux moyens ont été testés in situ : 1) imperméabilisation totale du remblai ; 2) réduction du chrome hexavalent en chrome trivalent insoluble ; leur pérennité est considérée comme incertaine, ce qui implique une gestion des risques et un suivi dans le temps, et fait de ce site selon Van Laethem & Legrand une « zone d’expérimentation privilégiée ».